# Fustanyer
El fustanyer o fustanier era un menestral que tenia l'ofici de treballar el fustany, teixit de cotó gruixut i pelut per una cara. Els fustanyers ja són documentats a Barcelona cap a l'any 1200; a mitjan segle xv n'hi havia deu.